# أيليف داهل
أيليف داهل هو عالم نبات وبروفيسور وسياسي نرويجي، ولد في 7 ديسمبر 1916 في كريستيانية ‏ في النرويج، وتوفي في 17 مارس 1993 في أوسلو في النرويج. نشط حزبياً في حزب العمال.